# NGC 2716
NGC 2716 ist eine linsenförmige Galaxie vom Hubble-Typ SB0/a im Sternbild Wasserschlange südlich der Ekliptik. Sie ist schätzungsweise 158 Millionen Lichtjahre von der Milchstraße entfernt und hat einen Durchmesser von etwa 60.000 Lichtjahren. 

Im selben Himmelsareal befinden sich u. a. die Galaxien NGC 2713, NGC 2723, IC 2426.
Das Objekt wurde am 3. März 1864 von dem Astronomen Albert Marth mit einem 48-cm-Teleskop entdeckt.